# SPAR (plate-forme)

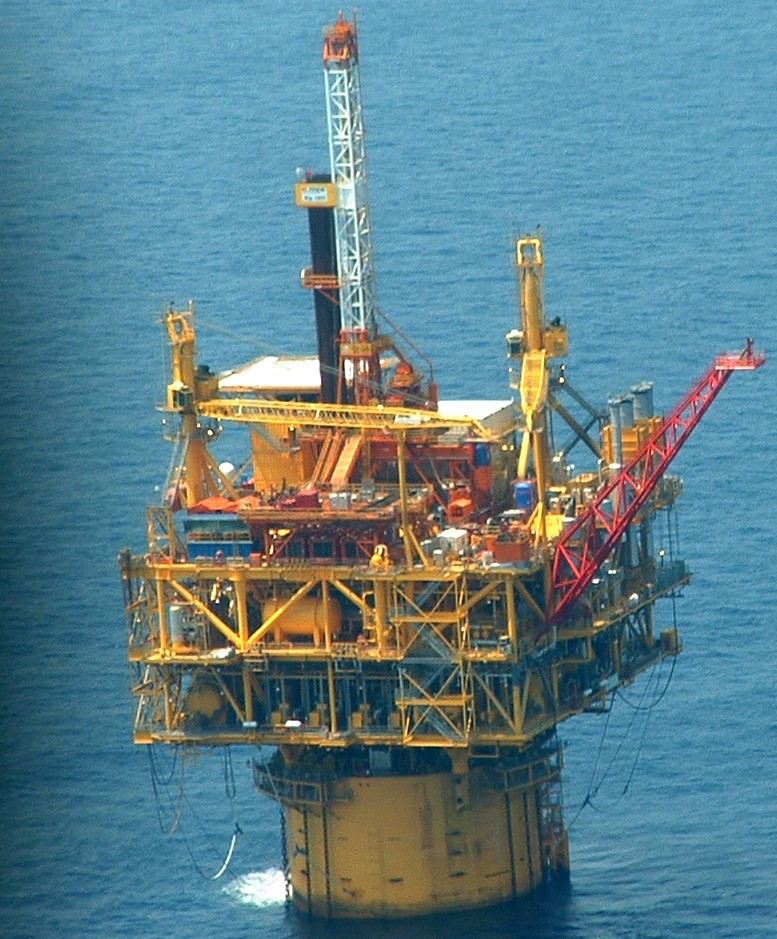
Devil's Tower, un SPAR du golfe du Mexique

Un SPAR est un type de plate-forme pétrolière. Les SPAR sont utilisés comme alternative aux plates-formes conventionnelles pour de grandes profondeurs d'eau. Son nom est l'acronyme de « Single Point Anchor Reservoir », par analogie avec un spar, simple poteau ou tronc d'arbre amarré verticalement et servant de point d'ancrage pour des bateaux.
Une plate-forme SPAR consiste en un cylindre vertical supportant le pont et les installations. Ce cylindre est lesté sur sa partie inférieure par un compartiment contenant un matériau plus dense que l'eau, permettant d'ajuster le centre de gravité de la plate-forme et d'assurer sa stabilité. 
La colonne cylindrique sert de réservoir de stockage, comme dans le cas du SPAR Brent E (en).
Le SPAR est amarré sur le fond marin au moyen d'un système d'ancrage en étoile, constitué de câbles ou de chaînes reliés à des corps-morts ou des ancres.
Bien que l'on trouve des plateformes de type SPAR un peu partout dans le monde, elles sont particulièrement présente dans les eaux profondes du golfe du Mexique
La plus grande profondeur d'un SPAR en production se trouve à Perdido (en), dans le golfe du Mexique ; d'une profondeur moyenne de 2 438 m d'eau, il est exploité par Royal Dutch Shell ; sa construction a coûté 3 milliards de dollars.

## Les différents types de plateformes SPAR
Il existe trois types de plateformes SPAR à savoir :
- Traditional SPAR (ou Classic SPAR)
Ce sont des structures composées d'une coque cylindrique servant à la flottaison, cette technologie fut la première créée aux alentours des années 1990.
- Truss SPAR
Similaire aux structures traditionnelles, la partie basse de la coque cylindrique est remplacée par une structure de type treillis. Cette dernière comporte des éléments permettant de diminuer les mouvements. De par cette conception, la structure est donc moins lourde, car elle nécessite moins d'acier, et donc, moins cher.
- Cell SPAR
Ce sont des structures qui comportent plusieurs coques cylindriques de plus faible diamètre que les Traditionnal SPAR . La plateforme Red Hawk est la première de ce type.